# Taubenturm Château du Bois-Bide

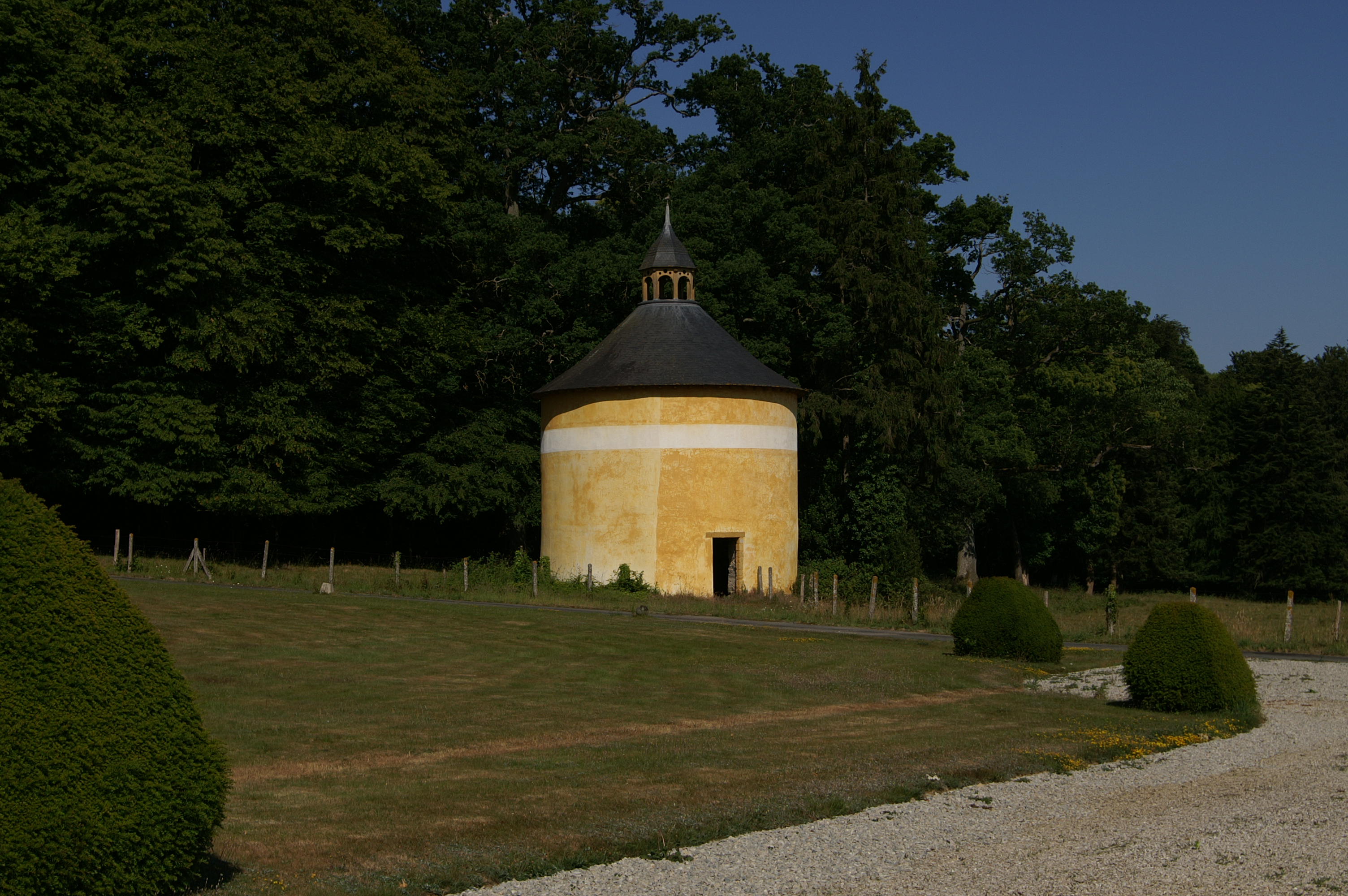
Taubenturm des Château du Bois-Bide

Der Taubenturm (französisch colombier oder pigeonnier) des Château du Bois-Bide in Pocé-les-Bois, einer französischen Gemeinde im Département Ille-et-Vilaine in der Region Bretagne, wurde im 17. Jahrhundert errichtet. Der Taubenturm steht seit 2007 als Teil des Schlosses als Monument historique auf der Liste der Baudenkmäler in Frankreich.
Der runde Turm aus verputztem Bruchsteinmauerwerk wird von einem schiefergedeckten Dach mit oktogonaler Laterne abgeschlossen.